# Nounga
Nounga ist eine Siedlung auf der Komoreninsel Anjouan im Indischen Ozean.

## Geografie
Der Ort liegt am Südzipfel der Insel südlich von Daji, hoch über der steilen Küste, auf einer Höhe von 390 m. Er ist über eine Abzweigung von der Hauptstraße bei Mnazichoumoué aus zu erreichen.
Im Süden schließt sich Chaouéni an. Im Osten bildet das Tal des T’Santsa einen tiefen Einschnitt, so dass es keine Straßen nach Gnamboimro gibt.

## Klima
Nach dem Köppen-Geiger-System zeichnet sich Nounga durch ein tropisches Klima mit der Kurzbezeichnung Am aus. Die Temperaturen sind das ganze Jahr über konstant und liegen zwischen 20 °C und 25 °C.